# カウトケイノの反乱
カウトケイノの反乱（カウトケイノのはんらん）は、1852年11月8日にサーミ人のグループがノルウェーのカウトケイノで起こした集団暴動事件である。ノルウェー人のワイン商人、Carl Johan Ruthと、保安官Lars Johan Buchtが殺され、商人の家が放火された。牧師、Frederick Waldemar Hvoslefや反乱に反対するサーミ人も襲撃されたが、反乱のメンバーは、サーミ人によって鎮圧され、司法当局に引き渡された。反乱者側の2人が事件中に殺され、リーダーの、アスラク・ヘッタ(Aslak Jacobsen Hatta）とMons Aslaksen Sombyは後に処刑された。

## 事件の推移
この事件のリーダーたちはスウェーデンの牧師、ラース・レーヴィ・レスターディウスの信仰復活運動に影響を受けた人々である。遊牧民であるサーミ人はカレスアンドのレスターディウスのもとを訪れ、彼の説教を聞いた。1800年代の初めから、サーミ人への酒類の蔓延が悲劇を招いていたので、禁酒を訴えるレスターディウスの説教はサーミ人の共感を得ていた。1848年にレスターディウスが南のパヤラに移されるとカウトケイノのサーミ人は、レスターディウスの教会に訪れることが困難になった。レスターディウスの信奉者であった Aslak Jacobsen Hattaらはカウトケイノの教会の聖職者たちと対立し、保安官に通報され、治安を乱したことで出頭を命じられたが、夏の遊牧地から移動していた彼らは出頭しなかった。教会は事態を憂慮し、新しい牧師としてサーミ語を話す64歳の牧師Frederick Waldemar Hvoslefを送り、レスターディウスの信奉者らと話し合わせたが、対立は深まり、事件で殺害されることになる商人Ruthとその従業員が彼らを追い出した。保安官に通報され、4人のサーミ人とHatta兄弟らは逮捕された。1852年2月に22人のサーミ人に裁判の判決が下され、最も重い判決は2年間の懲役で、それ以外の人物にも数ヶ月の懲役が言い渡された。高等裁判所に訴えたが、刑はくつがえることはなかった。11月に被拘禁者の家族たちが集まり、35人の成人と22人の子供たちの集団が、Buchtの家を襲撃した。駆けつけた保安官のBuchtも殺され、Buchtの家は放火された。近在の村の19人が集まり暴動は鎮圧された。この過程で2人の反乱のメンバーが殺された。
反乱の参加者のうちAslak Hætta と Mons Sombyは処刑され、その他の参加者も獄中で死亡した。反乱時に18歳だったLars Hættaは獄中で聖書を北部サーミ語に翻訳する時間を与えられた。

## 反乱の参加者

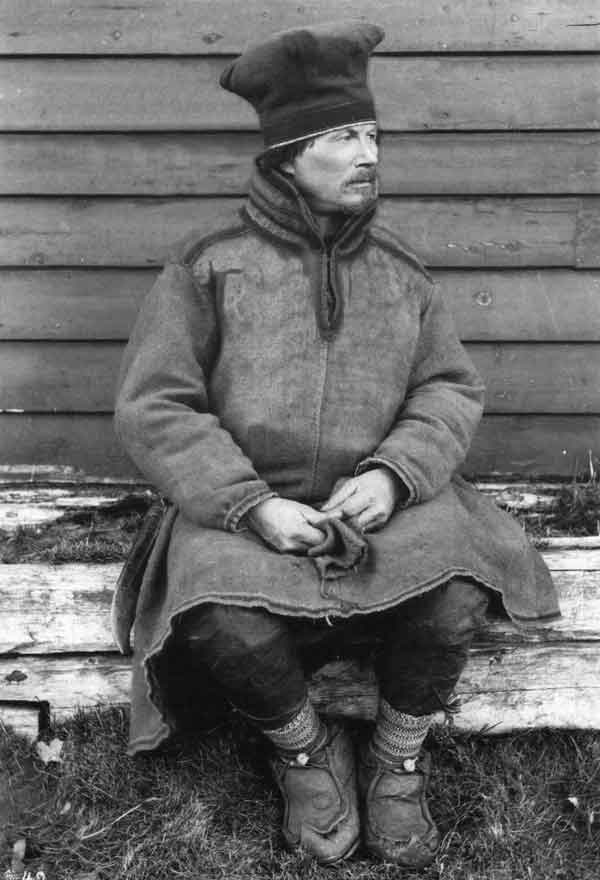
晩年のLars Hætta

- アスラク・ヘッタ(28歳）とMons Aslaksen Somby(27歳）- 1854年10月14日に処刑
- Lars Hætta（18歳）- 懲役刑を受けるが、1867年に赦免.
- Ellen Aslaksdatter (25歳）- 懲役刑、1867年に赦免
- Henrik Aslaksen Foam, （20歳）終身刑を受け、1858年獄中で死亡
- 無期懲役を受けた参加者
  - Aslak Rist Pedersen,(30歳) -1860年獄中で死亡
  - Thomas Andersen Eira(16歳) - 1865年に赦免
  - Aslak Olsen Somby(59歳) - 1863年に赦免
  - Anders Pedersen Baer(26歳) - 1863年に赦免.
  - Ellen Andersdatter Spein(50歳) - 1864年に赦免
  - Kirsten Andersdatter Spein(37歳) - 1864年に赦免
  - Anne Henriksdatter Sara(55歳) - 1864年に赦免
  - Marit Jonsdatter Sara(22歳) - 1864年に20年の懲役刑に減刑
- 有期刑を受けた参加者
  - Ellen Jacobsdatter Hætta (16歳)、Berit Hansdatter Gaup(16歳)、Peder Olsen Kautokeino(35歳)、Ellen Andersdatter Utsi(17歳)Marit Aslaksdatter Sara(60歳)Marit Thomasdatter Foam(36歳)Anne Pedersdatter Rist(41歳)Inger Jacobsdatter Hætta(26歳)Marit Andersdatter Spein(31歳)Peder Mikkelsen Korvatus(31歳)Kirsten Nilsdatter Siri(30歳)Inger Andersdatter Spein (22歳)Gunhild Olsdatter Somby,(57歳) Inger Johannesdatter Hætta(24歳) Anders Aslaksen Foam,(14歳)

## その他
- フィンランドの作曲家、アルマス・ラウニスのオペラ・コミック、『アスラク・ヘッタ』（1922年）は処刑されたアスラク・ヘッタを題材にしている。
- 2008年のノルウェー映画"Kautokeino-opprøret"はこの事件を題材にしている。